# Hadley Peak
Der Hadley Peak ist ein 2660 m hoher Berg im westantarktischen Marie-Byrd-Land. In den Thiel Mountains überragt er die Geländestufe am nördlichen Rand des Ford-Massivs.
Der Geologe Arthur B. Ford und der Kartograph Peter Frank Bermel schlugen die Benennung im Zuge einer von ihnen geleiteten Expedition des United States Geological Survey (USGS) zu den Thiel Mountains zwischen 1960 und 1961 vor. Namensgeber ist Jarvis Bardwell Hadley (1909–1974), Leiter des geologischen Forschungsprogramms des USGS in Antarktika.